# Dobogókő
Dobogókő mint településrész Pilisszentkereszthez tartozik. Állandó lakosainak száma 133 fő (2001) +/-. Nevét a Dobogó-kőről, a Visegrádi-hegység legmagasabb pontjáról kapta. Népszerű kiránduló- és üdülőhely.

## Fekvése
Pest vármegye határához egészen közel fekszik, Pilisszentkereszt központjától nagyjából északi irányban. A nevét adó hegy legmagasabb pontján áthalad a megyehatár, északi lejtői már a Komárom-Esztergom vármegyéhez tartozó Pilismarót és Dömös területén futnak le.

## Története
Mivel a helyi lakosok szerint a dobogókői turizmusból befolyó pénzekből a pilisszentkereszti önkormányzat keveset fordított a településrész fejlesztésére, Dobogókőn 2002-ben népszavazást tartottak arról, hogy Esztergomhoz csatlakozzanak (ami egyúttal megyeváltást is jelentett volna). A referendum eredményes volt, az 51 fő választásra jogosult többsége a királyváros mellett voksolt, de mivel nem sikerült megállapodni a pilisszentkereszti önkormányzattal, változás nem történt. 2003-ban a Pest Megyei Önkormányzat nem támogatta a kezdeményezést, és a Parlamentre bízta a döntést.

## Vallás
Dobogókőn működik a jezsuiták Manréza lelkigyakorlatos háza, melynek épületét a rendszerváltás után kárpótlásként kapta meg a rend. A ház kápolnájában minden vasárnap 10 órakor szentmisét tartanak.

## Megközelítése
Dobogókő Budapest felől a 11-es főúton, majd a Pomáztól Pilisszentkereszten át Esztergom felé vezető 1111-es úton, Esztergom felől pedig ugyanezen az úton Pilisszentlélek mellett elhaladva érhető el; a településrészre a Kétbükkfa-nyeregtől induló alsóbbrendű mellékút ágazik ki. Mindkét irányból megközelíthető helyközi autóbusszal is, a járatokat a Volánbusz üzemelteti. A Budapest felől érkezőknek a Szentendrére közlekedő H5-ös HÉV Pomáz állomásától kínál dobogókői eljutást.

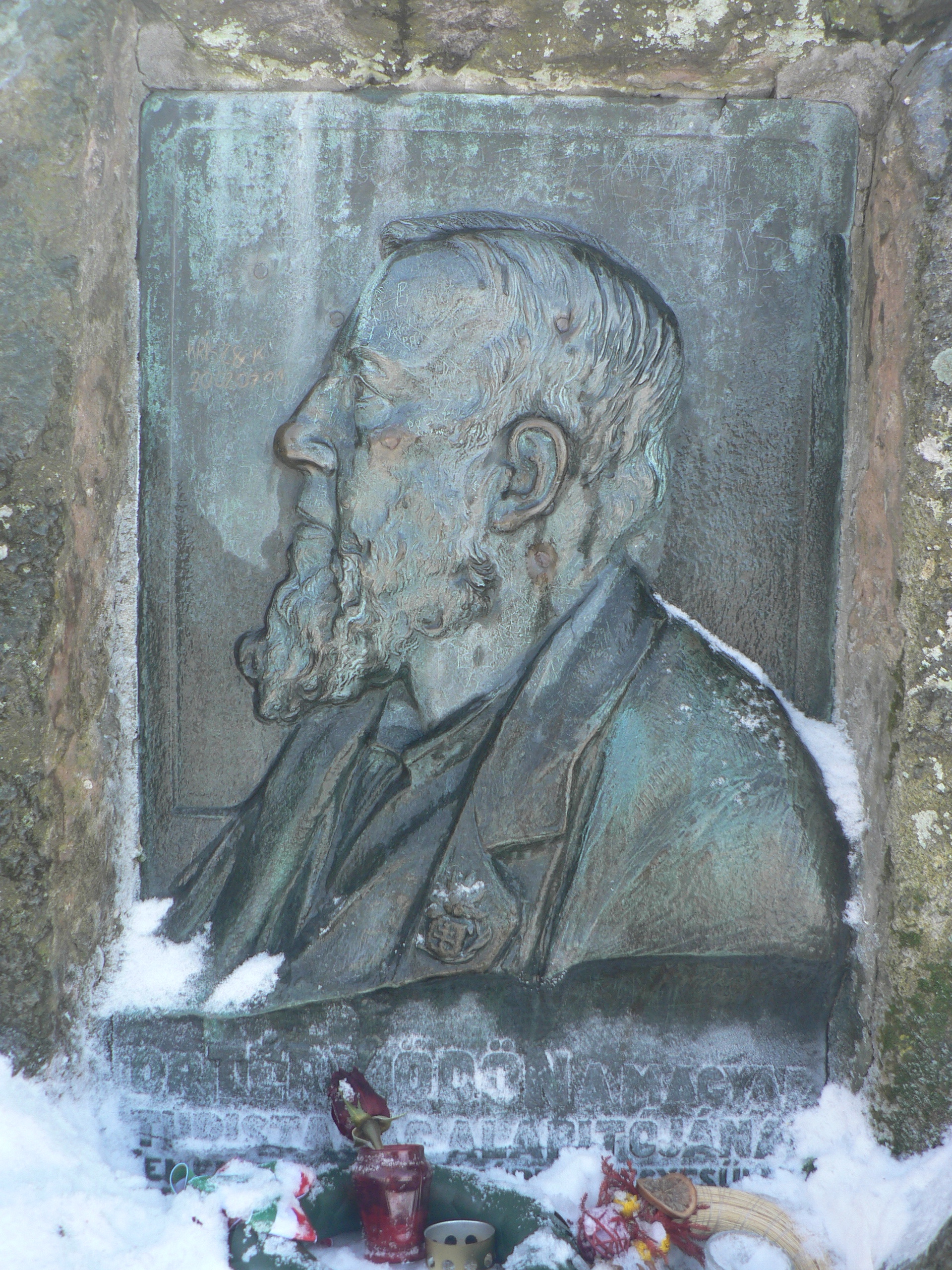
Téry Ödön emlékműve Dobogókőn